# Liste der indischen Botschafter in Frankreich

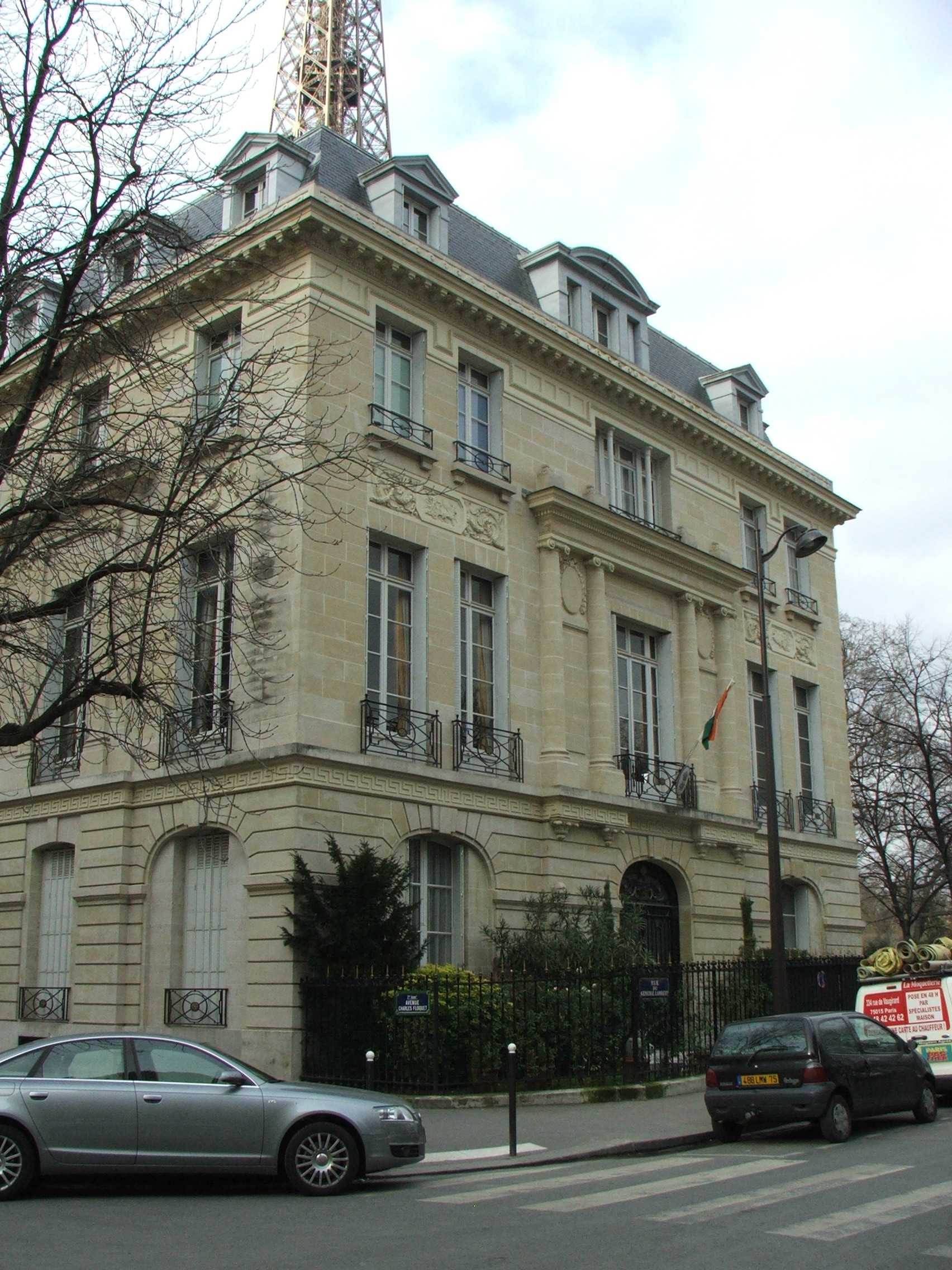
Indische Botschaft in Paris

Die indische Botschaft befindet sich in 15 rue Alfred Dehodencq, im 16. Pariser Arrondissement.
Der Botschafter in Paris ist regelmäßig auch in Monaco akkreditiert.

## Botschafter
| Ernannt / Akkreditiert | Leiter der Auslandsvertretung                 | Bemerkungen                                                                                              | ernannt von          | akkreditiert bei         | Posten verlassen |
| ---------------------- | --------------------------------------------- | --- | -------------------- | ------------------------ | ---------------- |
| 14. Jan. 1949          | Hardit Singh Malik                            | | Jawaharlal Nehru     | Vincent Auriol           | 1957             |
| 1956                   | K. Madhava Panikkar                           | | Jawaharlal Nehru     | René Coty                | Apr. 1959        |
| 1959                   | N. Raghavan                                   | | Jawaharlal Nehru     | Charles de Gaulle        | 1961             |
| 1961                   | Ali Yavar Jung                                | | Jawaharlal Nehru     | Charles de Gaulle        | 1965             |
| Juni 1965              | Dayal Rajeshwar                               | | Lal Bahadur Shastri  | Charles de Gaulle        | Juni 1967        |
| 26. März 1969          | Dwarka Nath Chatterjee                        | (* 6. November 1914)                                                                                     | Indira Gandhi        | Alain Poher              | 1973             |
| 1978                   | Ram Sathe                                     | Ramchandra Dattatraya Sathe                                                                              | Morarji Desai        | Valéry Giscard d’Estaing | 1978             |
| 1978                   | Maharaja Krishna Rasgotra                     | | Morarji Desai        | Valéry Giscard d’Estaing | März 1982        |
| 1982                   | Narendra Singh                                | | Rajiv Gandhi         | François Mitterrand      | 1985             |
| 16. Apr. 1985          | Idris Hasan Latif                             | | Rajiv Gandhi         | François Mitterrand      | 1988             |
| 30. Sep. 1991          | Chetput Venkatasubban Ranganathan             | [ 1 ] | P. V. Narasimha Rao  | François Mitterrand      | 1995             |
| 1995                   | Ranjit Sethi                                  | (* Oktober 1939) 1980: Ranjit Sethi, Charge d’Affaires ad interim in der indischen Botschaft in Beijing. | P. V. Narasimha Rao  | Jacques Chirac           | 1998             |
| 1998                   | Kanwal Sibal                                  | Paris | Atal Bihari Vajpayee | Jacques Chirac           | 2002             |
| Apr. 2002              | Savitri Kunadi                                | | Atal Bihari Vajpayee | Jacques Chirac           | Sep. 2003        |
| 8. Juli 2004           | Dilip Lahiri                                  | [ 2 ] | Manmohan Singh       | Jacques Chirac           | Juli 2005        |
| 30. Sep. 2005          | Tirumalai Cunnavakum Anandanpillai Rangachari | [ 3 ] | Manmohan Singh       | Jacques Chirac           | Okt. 2006        |
| Jan. 2007              | Ranjan Mathai                                 | | Manmohan Singh       | Nicolas Sarkozy          | 1. Aug. 2011     |
| 27. Dez. 2011          | Rakesh Sood                                   | [ 4 ] | Manmohan Singh       | Nicolas Sarkozy          |                  |
| 2012                   | Gaitri Kumar                                  | Geschäftsträgerin                                                                                        | Manmohan Singh       | François Hollande        |                  |
| Apr. 2013              | Arun K Singh                                  | [ 5 ] | Manmohan Singh       | François Hollande        | Apr. 2015        |
| Mai 2015               | Mohan Kumar                                   | | Narendra Modi        | François Hollande        | Juli 2017        |
| Juli 2017              | Vinay Mohan Kwatra                            | | Narendra Modi        | Emmanuel Macron          | Feb. 2020        |
| Juli 2020              | Jawed Ashraf                                  | | Narendra Modi        | Emmanuel Macron          |                  |